# ماتئوس فرناندس
ماتئوس فرناندس (انگلیسی: Mateus Fernandes؛ زادهٔ ۱۰ ژوئیهٔ ۲۰۰۴) بازیکن فوتبال است.
وی همچنین در تیم‌های ملی فوتبال زیر ۱۸ سال پرتغال و زیر ۱۹ سال پرتغال بازی کرده‌است.